# L'amore ritrovato
L'amore ritrovato è un film del 2004 diretto da Carlo Mazzacurati. 
La pellicola, di produzione italiana di genere drammatico, è stata presentata fuori concorso alla 61ª Mostra internazionale d'arte cinematografica di Venezia.
Il film, ambientato nel 1936 in Toscana, a Pisa e nel litorale tra Marina di Pisa, Livorno e Cecina, è tratto dal romanzo Una relazione di Carlo Cassola.

## Trama
Giovanni, sposato e padre di un figlio, durante un viaggio in treno, incontra Maria, una sua vecchia fiamma. Giovanni, che non ha dimenticato Maria, la ricerca ed intrecciano una breve ma intensa relazione durante i 40 giorni in cui l'uomo è richiamato alle armi in Marina, in seguito allo scoppio della Guerra d'Etiopia. Un giorno Maria vede a Livorno Giovanni che è accompagnato dalla moglie e dal figlio. A quella vista, Maria decide di troncare definitivamente la relazione per non soffrire più per un amore impossibile. 
Il tempo passa e, dopo nove anni, Giovanni rincontra Maria alla fine della seconda guerra mondiale: nel frattempo la donna si è sposata e ha avuto una figlia.

## Riconoscimenti
- 2005 - David di Donatello
  - Candidatura Migliore attrice protagonista a Maya Sansa
  - Candidatura Migliore scenografia a Giancarlo Basili
  - Candidatura Migliori costumi a Gianna Gissi
- 2005 - Nastro d'argento
  - Candidatura Migliore scenografia a Giancarlo Basili